# NGC 4038
NGC 4038 је спирална галаксија у сазвежђу Гавран која се налази на NGC листи објеката дубоког неба.
Деклинација објекта је - 18° 51' 52" а ректасцензија 12h 1m 52,8s. Привидна величина (магнитуда) објекта NGC 4038 износи 10,3 а фотографска магнитуда 10,9. NGC 4038 је још познат и под ознакама ESO 572-47, MCG -3-31-14, UGCA 264, ARP 244, VV 245, Antennae, PGC 37967.